# Китайцы в Замбии
В 2010-х годах численность китайцев в Замбии стремительно увеличивается. Согласно исследованию мирового населения ООН 2019 года, в Замбии проживало 80 000 китайцев.

## История
В период с 1970 по 1975 год произошла значительная временная миграция тысяч китайских рабочих в Замбию для строительства Танзамской железной дороги, крупнейшего проекта помощи в создании железнодорожного сообщения между медными рудниками Замбии и морским портом Танзании.
Завод по производству взрывчатых веществ на месте шахты в Чамбиши взорвался в 2005 году, в результате чего погибло более 50 человек. Произошедший инцидент и быстрый рост китайской миграции повысили уровень недовольства китайскими инвесторами в горнодобывающую промышленность, и эта проблема стала политической во время всеобщих выборов в Замбии в 2006 году, а также в 2011 году.

## Бизнес
Замбия является ведущим экспортером меди, и китайские инвестиции в горнодобывающий сектор были значительными. С началом торговых отношений в 2000-х годах, которые выросли со 100 миллионов долларов в 2000 году до 2,8 миллиарда долларов в 2010 году, китайские инвесторы в Замбии стали включать в себя крупные предприятия в горнодобывающей промышленности и инфраструктуре, а также владельцев малого бизнеса в таких областях, как розничная торговля и даже сельское хозяйство. Семья китайских куриных фермеров, переехавших в Замбию, стала темой в программе новостей BBC News From Our Correspondent, где репортер отметил: «Это звучит необычно, но эти китайские бизнесмены и женщины смогли заработать немного денег, выращивая цыплят на небольших фермах в Замбии. Они собрали свои вещи и проехали 11 000 км (7000 миль) от своих домов, чтобы сделать именно это».
Китайские инвестиции в шахты сопровождались миграцией китайских владельцев и менеджеров. В 2018 году китайская фирма запустила медный рудник стоимостью 832 миллиона долларов, поставив горнодобывающий сектор Замбии на путь восстановления, создав 5000 новых рабочих мест и углубив связи между китайским и замбийским народами.

## Разногласия

### Быстрый рост населения
По данным Министерства внутренних дел, в сентябре 2014 года в Замбии проживало 19 845 китайцев. В 2019 году это число выросло в четыре раза до 80 000. Этот быстрый рост вновь вызвал внутренние дебаты о предполагаемом захвате Замбии.

### Расовые беспорядки 2006 года
Во время выборов 2006 года Майкл Сата, кандидат в президенты от оппозиции, проиграл после кампании, основанной на риторике о том, что Китай эксплуатировал страну и превратил ее в «свалку». После его проигрыша, в Лусаке вспыхнули беспорядки против китайских предприятий. На следующих выборах в 2011 году он снова вёл кампанию против китайских инвесторов, обвиняя их в «захвате» Замбии.

### Убийство управляющего шахтой в 2010 году
Между руководителями шахт и местными рабочими возникла напряженность. В феврале 2010 года замбийский рабочий убил китайского управляющего шахтой.

### Закрытие апартеида в 2020 году
Через три дня после бессрочного закрытия ресторана Lantian в районе Лонгакрес в Лусаке за дискриминацию замбийцев мэр Лусаки Майлз Сампа закрыл принадлежащую китайцам парикмахерскую Angels в торговом центре Arcades за дискриминацию чернокожих.
В парикмахерской также было обнаружено, что их цены на китайском языке противоречат Закону о продуктах питания и здравоохранении. «У нас была наводка от осведомителя, который повел своего сына стричься, и ему назвали в качестве цены 300 К, просто чтобы сбить его с толку. Когда он согласился заплатить, они затем передумали и сказали, что парикмахерская фактически закрыта и нужно ее покинуть», — сказал мэр.
Позже, в заявлении, опубликованном для средств массовой информации, Сампа сказал, что он проанализировал события на прошлой неделе и в выходные дни в отношении своего контроля и поведения в отношении некоторых бизнесов и признал свою ошибку.

### Убийства начальников фабрики в 2020 году
Жестокое убийство трех китайских начальников фабрики в Замбии, предположительно убитых недовольными сотрудниками, вновь вызвало напряженность в связи с присутствием Китая в стране. Местная пресса сообщила, что три жертвы, которые были найдены мертвыми на сгоревшей фабрике, были убиты сотрудниками их текстильного бизнеса в Макени, пригороде столицы Лусаки.